# ヴェダーノ・オローナ
ヴェダーノ・オローナ（伊: Vedano Olona）は、イタリア共和国ロンバルディア州ヴァレーゼ県にある、人口約7,300人の基礎自治体（コムーネ）。

## 地理

### 位置・広がり

#### 隣接コムーネ
隣接するコムーネは以下の通り。括弧内のCOはコモ県所属を示す。
- ビナーゴ (CO)
- カスティリオーネ・オローナ
- ロッツァ
- マルナーテ (Malnate)
- ヴェネゴーノ・スペリオーレ

### 地震分類
イタリアの地震リスク階級 (it) では、4 に分類される
。

## 行政

### 分離集落
ヴェダーノ・オローナには、以下の分離集落（フラツィオーネ）がある。
- Cascina Ronco, Fondo Campagna, Molino Fontanelle, Tron